# Erin Boheme
Erin Boheme es una cantante de jazz norteamericana que tiene un profundo conocimiento de las tradiciones vocales de jazz y pop tradicional.

## Infancia y formación
Boheme nació en Oshkosh, Wisconsin. Desde muy pequeña crece escuchando la música que le pone su padre. Comienza a cantar y a componer muy joven siendo animada por sus padres. Sus influencias musicales se centran en cantantes y vocalistas pertenecientes al Great American Songbook, destacando a Frank Sinatra y Ella Fitzgerald.«ERIN BOHEME: WHAT A LIFE No Solo Smooth Jazz». Consultado el 17 de octubre de 2016.</ref> Entre sus influencias más contemporáneas hay que citar a vocalistas como Carole King, Alicia Keys, Norah Jones o Aretha Franklin. Sus primeros pasos como vocalista los da cantando en bodas y fiestas de graduación. Sus estudios los realiza en el Oshkosh West High School formando parte del coro. Con tan solo 15 años y junto a su madre se traslada a la ciudad de Los Ángeles en busca de un representante que consiga para ella un contrato discográfico. El camino hacia el éxito es más difícil de lo que ella pensaba. Comienza a participar en programas de televisión locales buscando su oportunidad. Finalmente logra un puesto en Star Search, show de televisión que descubre talentos musicales.

## Trayectoria
A principios de 2004, la cantante estaba leyendo su periódico local cuando vio el titular: "Una persona de Oshkosh nominada para un Grammy." Boheme envió un correo electrónico de felicitaciones al veterano pianista de Los Angeles Mike Melvoin. Melvoin, quien fue director musical de Peggy Lee por muchos años se convertiría en el mentor de Boheme. Él criticaba sus canciones con honestidad y la invita a trabajar con él en un nuevo material, el que después se abrió camino en el Grupo Concord.
Poco después  firma con el sello Concord Jazz, y publicó su álbum de debut, What Love Is, dedicado a la figura de Frank Sinatra en 2006. El álbum llegó al Nº 17 en la lista de Álbumes de Jazz de Billboard.
Este álbum está lleno de canciones que exploran y expresan la compleja naturaleza del amor y las relaciones humanas. Equilibra las canciones escritas por Boheme como la del título, con "Someone To Love" (escrito con el compositor / productor Mark Portmann), y "Make You Happy" (coescrito con Rob Chiarelli), con nuevos arreglos de clásicos como "Lets Do It" y "Teach Me Tonight". También hay versiones frescas de modernos éxitos como la canción de Eric Clapton "Change The World" y de Tracy Chapman " Give Me One Reason ".
Su  segundo álbum What a Life fue publicado en 2013. El cantante Michael Bublé y Alan Chang -su director musical- tienen buen olfato musical. Y es que desde que tuvieron la oportunidad de conocer a Erin Boheme, querían producirla en su siguiente trabajo discográfico. El sello discográfico Heads Up Records presentaba su nueva producción discográfica titulada What A Life, que se compone de un total de diez temas. 
En palabras de la propia cantante, What A Life es un álbum autobiográfico que ha sido compuesto con la máxima dedicación. El álbum arranca con el tema titulado “Everyone But Me”, compuesto por Tammy Weis y Thomas Neil Cawley y que en palabras de la cantante es un tema que refleja muy bien lo que ha sido su vida estos últimos años. Erin Boheme se mueve a lo largo de todo en el álbum entre la canción ligera y la balada, haciendo un dueto junto al vocalista Spencer Day en el tema “I´d Love To Be Your Last”, que sirve de cierre de este segundo trabajo discográfico de la vocalista. La cantante participa en la composición de temas como “I Missed You Today”, “In My Shoes”, “I Do I Do”, “He Isn´t You”, “One More Try” y “What A Life”, en la que también colaboran Guy Chambers, Jeffrey Trott, Roger Manning, Mark Portmann y Alan Chang. El tema titulado “In My Place” es compuesto por Guy Berryman, Joh Buckland, Will Champion y Chris Martin. El disco se completa con dos temas clásicos versionados en la voz de Erin Boheme: “The Last Time”, tema compuesto por David Foster e incluido en el álbum de Eric Benet titulado “Hurricane” y publicado en el año 2005 y “I´d Love To Be Your Last”, tema escrito por Rivers Rutherford, Sam M. Tate y Kathleen Ann Wright e interpretado en su día por la cantante de música country Miranda Lambert.
En el álbum está rodeada de músicos como Alan Chang, Mark Portmann, Dino Meheghin, Tim Pierce, Paul Bushnell, Craig Polasko, Brendan Buckley, Robert Perkins, Mary Sokol-Brown, Nancy Dinoro, Hal Foxton Beckett y Ari Barnes. El disco es producido por Michael Bublé y coproducido por Alan Chang. El teclista Mark Portmann produce, arregla, programa y graba el tema “I Do I Do”. El disco fue grabado por Dean Mahler, Bill Smith, Erik Reichers y Jochem van der Saag en The Warehouse Studios, Ameraycan Recording, Paramount Recording, Chartmaker Studios y G Studio Digital. La mezcla del álbum fue producida por Humberto Gatica y se cuenta con la producción vocal adicional de Phil Ramone, Gregg Field y Jeff Trott. El trabajo fue masterizado por Paul Blakemore en CMG Mastering. La fotografía de la portada y de los interiores de los créditos del álbum es obra de Reigin & Taylor Photography, mientras que Albert J. Roman se responsabiliza del diseño del mismo.